# اوبرشوتسن
اوبرشوتسن (به آلمانی: Oberschützen) یک منطقهٔ مسکونی در اتریش است که در ناحیه اوبروارت واقع شده‌است. اوبرشوتسن ۲٬۲۸۹ نفر جمعیت دارد.